# Apollo (Battlestar Galactica)

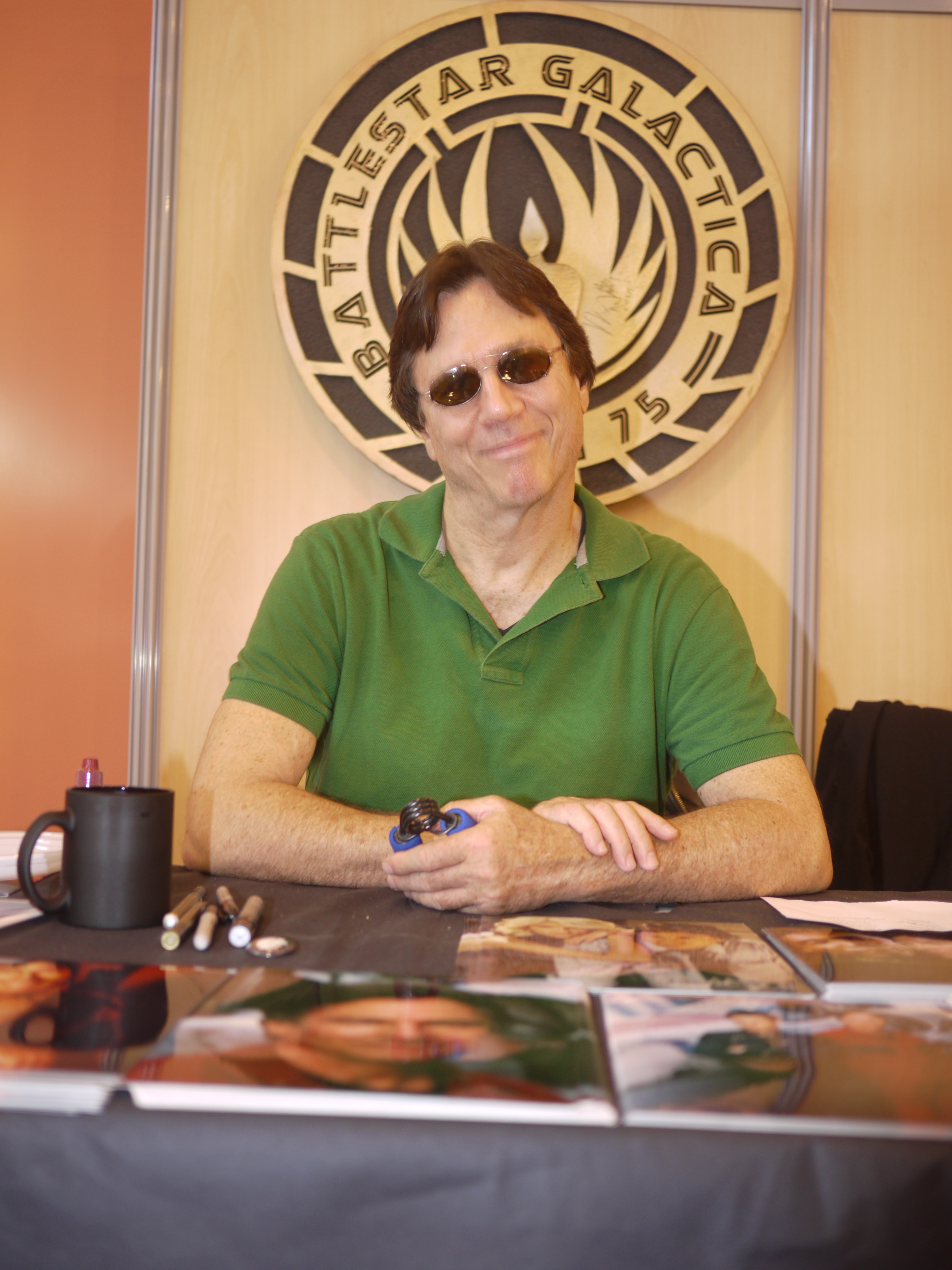
Richard Hatch, de vertolker van Apollo in de original series

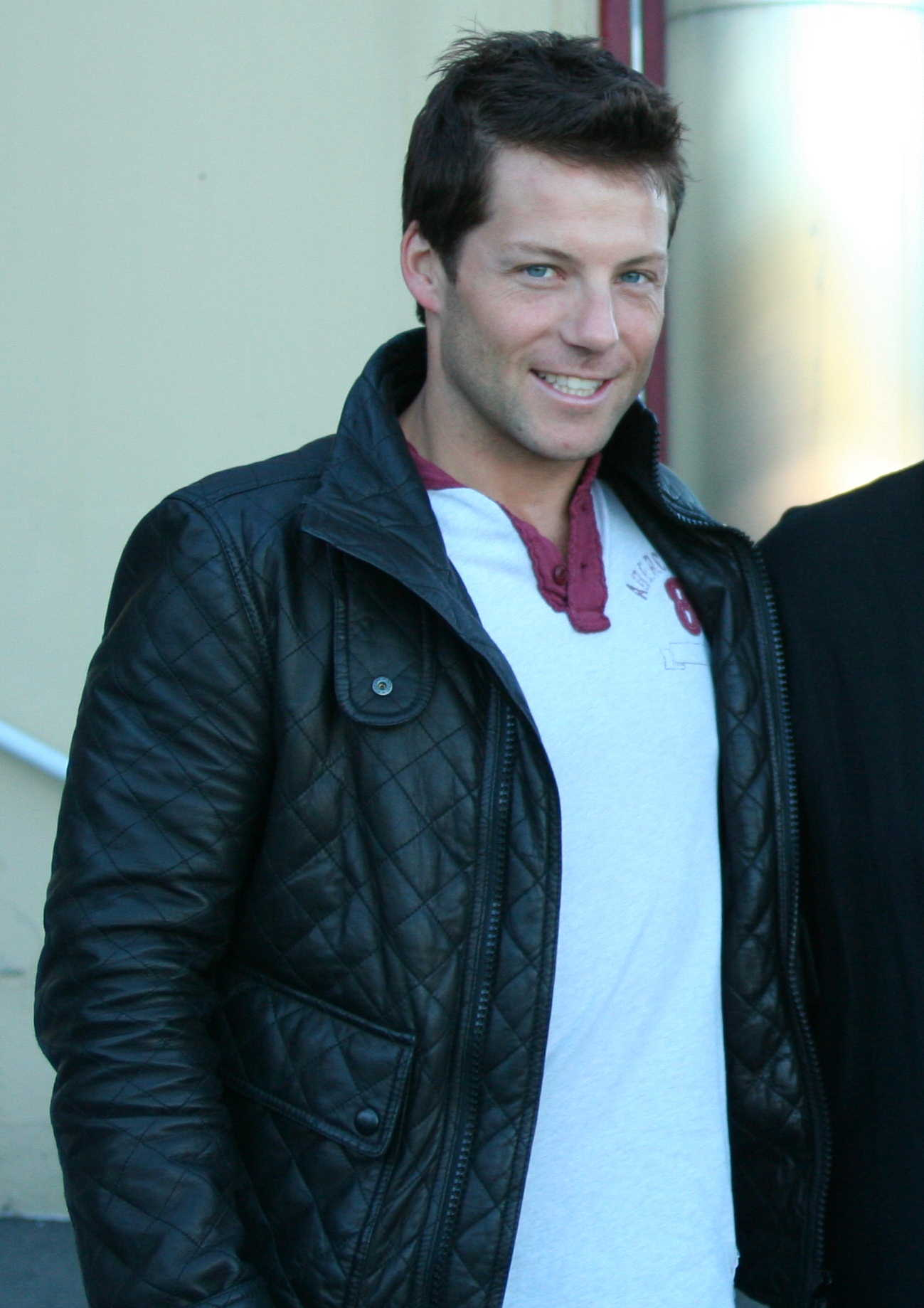
Jamie Bamber, de vertolker van Apollo in de re-imagined series

Kapitein Apollo (Lee Adama) is een van de hoofdpersonages in het Battlestar Galactica universum. Hij is een Viperpiloot en kapitein van de koloniale luchtmacht.
Er zijn twee Apollo's. De eerste Apollo werd gespeeld door Richard Hatch in de Galactica film en in de 1978 Battlestar Galactica serie. Deze Apollo heeft geen achternaam. De tweede Apollo wordt gespeeld door Jamie Bamber en is de Apollo in de 2003 Battlestar Galactica miniserie en in de nieuwe Battlestar Galactica serie in 2004, In deze afleveringen is Apollo slechts een bijnaam en is zijn echte naam Lee Adama. De personages van de Apollo's in de 1978 en 2004 serie verschillen op een aantal punten wezenlijk van elkaar.
Oorspronkelijk, toen de serie bedacht werd in 1977, had Glen A. Larson het personage de naam Skyler gegeven maar omdat deze naam te dicht lag bij de naam Luke Skywalker uit de Star Wars-films is dit veranderd in Apollo. De naam is afgeleid van de goden uit het Griekse Pantheon. In de 2003 mini en de latere serie is het symbool van Apollo, die ook een godheid is voor de kolonialen, een pijl ("The arrow of Apollo").

## Battlestar Galactica film en 1978 serie
In deze episodes wordt Apollo gespeeld door de Amerikaanse acteur Richard Hatch. Hatch was de eerste keus van Larson, maar weigerde aanvankelijk omdat hij het script te zwak vond. Apollo is hierin de echte naam van het personage. Hij is de groepsleider van het blauwe Vipersquadron (blue squadron) op de Galactica.
Als personage is Kapitein Apollo in deze serie een serieus man met een goede relaties met zijn vader commander Adama (Lorne Greene), zijn broer Zak (Rick Springfield) en zijn zus Athena (Maren Jensen). Hij adopteert later in de serie Boxey (Noah Hathaway) als zijn zoon. Luitenant Starbuck (Dirk Benedict) en luitenant Boomer (Herbert Jefferson, Jr.) zijn goede vrienden in deze serie.
In de film die diende als pilot aflevering voor de serie wordt Kapitein Apollo geïntroduceerd samen met zijn jongere broer Zak. Ze vliegen in hun Vipers een patrouille vlak voor een geplande vredesconferentie die een einde moet maken aan de 1000 yahren oorlog met de cylons. Ze komen erachter dat de Cylons een gigantische aanvalsmacht verborgen houden en proberen rechtsomkeert te maken om de koloniale vloot te waarschuwen. Vlak voordat ze hun moederschip de Galactica bereiken wordt Zak door de Cylons uit de lucht geschoten. In de film ontmoet Apollo Serina (Jane Seymour) die samen met haar zoon Boxey van de planeet Caprica gevlucht is.
Hij trouwt later in de serie met Serina, maar zij komt vlak hierna te overlijden in de aflevering Lost planets of the gods als ze wordt neergeschoten tijdens een verrassingsaanval van de Cylons. Hij adopteert Boxey hierop als zijn eigen zoon.
Apollo ontpopt zichzelf tijdens de verdere serie als een serieuze vaderfiguur en een goed piloot.

## Battlestar Galactica mini en 2004 serie
In deze serie wordt Apollo gespeeld door de Britse acteur Jamie Bamber. In deze serie is de echte naam van Apollo Lee Adama. Apollo is nu geen naam meer maar een callsign zoals straaljagerpiloten die hebben.
In de miniserie en de serie die daarop volgt is Apollo een serieuze jongeman die vervreemd is van zijn vader William Husker Adama. Lee beschuldigt zijn vader van de dood van zijn jongere broer Zak Adama. Lee heeft een erg emotioneel karakter, is een held en wordt beschouwd als een van de beste viperpiloten in de koloniale luchtmacht. In de mini en in het begin van de serie heeft hij een zwak karakter en kan hij niet omgaan met de situatie die hem opgedrongen is. Naarmate de serie vordert, en zeker na zijn aanvaring met vrijheidsstrijder/terrorist Tom Zarek, gespeeld door Richard Hatch (Apollo in de vorige Galactica) in de derde aflevering, wordt hij sterker.
Bij het begin van de miniserie is Apollo niet gedetacheerd op de Galactica zelf maar wordt daarnaartoe gestuurd om deel te nemen in de afscheidsceremonie van het schip, dat als de laatste in zijn klasse van ouderwetse Battlestars een museum wordt. Hij heeft een koele begroeting met zijn vader, die hij nog steeds de dood van zijn broer Zak verwijt. Tijdens de ceremonie moet hij tot zijn afschuw en verbazing in de oude Viper (Viper Mark II) van zijn vader vliegen.
Na de ceremonie moet hij het schip van de politicus Laura Roslin terug naar Caprica begeleiden met de oude viper van zijn vader. Op dat moment begint de aanval van de Cylons. In tegenstelling tot de nieuwe Viper Mark VII is de oude Mark II niet kwetsbaar voor het computervirus waarmee de Cylons de koloniale defensie lamleggen. Ook de ouderwetse Galactica blijkt niet vatbaar voor dit virus. Na een aantal gevechten keert Lee samen met een 50-tal civiele schepen onder leiding van nu president Laura Roslin terug naar de Galactica die bij Ragnar Anchorage ligt om munitie te laden. Het komt tot een nieuwe botsing met zijn vader, maar beiden besluiten het voor nu stil te houden. Lee wordt als de hoogste in rang zijnde overlevende piloot benoemd tot de CAG (Commander Air Group; NL:Commandant luchtgroep).
In de episode 33 heeft hij een aanvaring met Starbuck die weigert naar zijn bevelen te luisteren. In deze aflevering wordt Lee ook benoemd tot adviseur van de president voor militair protocol. Dit tot groot ongenoegen van zijn vader.
In de derde aflevering van de serie, Bastille Day stuurt zijn vader hem naar het gevangenenschip de Astral Queen om de gevangenen daar te bewegen mee te helpen met het verwerken van waterijs op een planeet vanwege een watertekort. Tijdens zijn poging vindt er een uitbraak plaats en nemen de 1500 gevangenen onder leiding van de politieke gevangene van Sagitarius Tom Zarek het schip over. Tom Zarek wordt gespeeld door acteur Richard Hatch, die in de vorige versie van Battlestar Galactica Apollo speelde en er ontspint zich in deze aflevering een lange dialoog tussen de twee Apollo's. Er wordt onder andere aan gerefereerd dat de naam Apollo de naam is van een van de goden van kolonialen (hiermee impliceren de schrijvers dat de Griekse goden ook de goden zijn van de kolonies van Kobol). Als Lee zijn vader, commander Adama contact zoekt met de Astral Queen zegt Zarek: ahh Zeus is calling, een andere referentie naar de goden van de koloniën. Na een bestorming door koloniale mariniers en een pat-situatie besluit Apollo tot woede van zijn vader en de president het schip over te geven aan de gevangenen en hen vrij te laten op hun schip, ook belooft hij verkiezingen voor een nieuwe president. De redenatie van Lee is dat het schip toch niet weg kan, want de Galactica is het enige schip met wapens in de vloot en zou de Astral Queen onmiddellijk uit de lucht schieten. En het verkrijgen van werkkrachten voor het mijnen van het ijs is belangrijker op het moment.
In de vierde aflevering Act of Contrition verdwijnt Starbuck na een schermutseling met acht Cylon Raiders. In de vijfde aflevering You Can't Go Home Again weigeren vader en zoon Adama om de zoektocht naar Starbuck op te geven. Ze verspillen bij de zoektocht kostbare materialen en een groot gedeelte van de reservebrandstof. Ook raken vele Vipers onklaar tijdens de missies over een planeet. Op een gegeven moment zit op bevel van Lee zelfs de hele civiele vloot zonder verdediging. De woedende president Roslin besluit daarom onaangekondigd naar de Galactica te komen om de beide Adama's de stomheid van hun actie te laten inzien. Uiteindelijk geeft Lees vader toe en geeft het bevel het zoeken te staken en de vloot zo snel mogelijk te laten "springen" (sneller-dan-licht-verplaatsing) naar het volgende systeem. Hierna vraagt Lee aan zijn vader waarom de zoektocht naar Starbuck wordt opgegeven:
- Lee: But she is like family (nl:Maar ze is als familie)
- Lee: If it was me out there, would you do the same? (nl:Als ik het was daar in de ruimte, zou je dan hetzelfde doen?)
- William Adama: If it was you out there we would never leave .... you know that. (nl:Als jij het was zouden we nooit weggaan .... dat weet je)

Uiteindelijk keert Starbuck op het laatste moment terug, zwaargewond maar met een Cylon Raider, waarop Lee opmerkt: Boy if you take a souvenir you sure don't dig around (nl:Als jij een souvenir meeneemt dan weet je ook wel wat je meeneemt!)
In de afleveringen hierna wordt Apollo's personage langzaam sterker en legt hij het weer bij met zijn vader. In de tiende aflevering The Hand of God leidt Apollo een geslaagde overval op een door de Cylons bezette planetoïde die een raffinaderij voor brandstof en grondstoffen bevat. Starbuck, die in de vijfde aflevering gewond is geraakt, kan niet meegaan. Hij slaagt erin door de defensies heen te breken door door een onderaardse transporttunnel heen te vliegen en zo midden in de raffinaderij uit te komen en zijn raketten daar te laten vallen. Met deze actie en het vertrouwen dat zijn vader in hem had voor hij wegging is de band tussen vader en zoon grotendeels hersteld.
Aan het begin van de twaalfde aflevering, Kobol's Last Gleaming afl. 1, krijgt Lee bokslessen van zijn vader die hem bijna K.O. slaat. Lee is niet scherp omdat hij vindt dat het slechts oefenen is. Waarop zijn vader antwoordt: 'Dat is wanneer je verliest'. Later in deze aflevering hebben Lee en Starbuck een hevige woordenwisseling omdat Starbuck seks heeft gehad met de inmiddels tot vicepresident benoemde wetenschapper Gaius Baltar. Hierop haalt Starbuck uit naar Lee die prompt hierop haar neermept. Hij toont daarmee aan snel de les van zijn vader geleerd te hebben.
In de dertiende en laatste aflevering van het eerste seizoen, Kobol's Last Gleaming afl. 2 neemt Lee deel aan een bestorming van de Colonial One om president Roslin, die tegen de bevelen van Commander Adama heeft gehandeld, gevangen te nemen en het presidentschap te ontnemen. De groep mariniers staat onder leiding van kolonel Tigh. Lee bedenkt zich op het moment dat er een patstelling ontstaat tussen de persoonlijke beveiligingsdienst van de president en de mariniers en besluit Tigh te gijzelen. De president besluit hierop zich over te geven en Lee wordt gevangengenomen en van muiterij beschuldigd. Hij wordt geboeid voor zijn vader, commander Adama, geleid op de CIC (de brug van de Galactica); en deze wordt in de laatste minuut van de aflevering door de Cylon slaperagent Luitenant Sharon Valerii (Boomer) voor de ogen van Lee twee keer in zijn buikholte geschoten.

### Officiële biografie
Lee is geboren als zoon van William en Caroline Adama en opgegroeid op de planeet Caprica. Als jongen was hij koppig en raakte op school betrokken in vele gevechten. Zijn ouders scheidden toen hij 8 jaar oud was en hij en zijn broertje Zak werden opgevoed door hun moeder. Hun vader bezocht hen zo vaak hij kon, maar als militair was het voor hem moeilijk om er altijd te zijn. Desondanks verafgoodden beide jongens hun vader en zagen ze hem als hun voorbeeld.
Lee wilde altijd piloot worden om in zijn vaders voetsporen als Viperpiloot te kunnen treden. Hij studeerde hard op school, was de beste bij de toegangsexamens voor de militaire academie en studeerde af als derde van zijn klas.
Terwijl hij op de luchtmachtopleiding zat, besloot zijn jongere broer, Zak, die diende op het vlaggenschip van de vloot de Battlestar Atlantia, om ook op de luchtmachtacademie te komen. Lee probeerde hem dit af te raden omdat hij wist dat zijn jongere broer totaal ongeschikt voor deze opleiding was. Zak werd afgewezen, maar zijn vader benaderde een aantal mensen op de opleiding en Zak werd toch toegelaten tot de opleiding tot Viperpiloot. Dit tot afschuw van Lee, die hierdoor vervreemdde van zijn vader.
In deze periode ontmoette Lee ook Kara Thrace (Starbuck) die de verloofde van zijn broer Zak zou worden. Lee en Kara zouden een vriendschap ontwikkelen.
Twee weken hierna stortte Zaks Viper neer tijdens een routinevlucht. Zak kwam hierbij om het leven. Lee raakte hierdoor verbitterd en nog verder verwijderd van zijn vader. Hij stortte zich in de twee jaren hierna op zijn werk en probeerde de perfecte viperpiloot te worden. Hij gaf hiervoor zijn privéleven op. Lee nam al die tijd geen contact meer op met zijn vader.